# Beatriz Sarlo
Beatriz Elcidia Sarlo del Río (Buenos Aires, 29 de marzo de 1942-Buenos Aires, 17 de diciembre de 2024) fue una periodista, escritora y ensayista argentina en el ámbito de la crítica literaria y cultural, una de las mayores intelectuales de la Historia reciente de su país. Ganadora del Premio Konex de Platino, del Premio Pluma de Honor de la Academia Nacional de Periodismo de la Argentina y del Premio Internacional «Pedro Henríquez Ureña» 2015 otorgado por la República Dominicana.

## Trayectoria profesional
Hija de Saúl Sarlo Sabajanes y de Leocadia Beatriz del Río, nacida en 1942, se recibió a los 26 años de licenciada en Letras por la Universidad de Buenos Aires. Era agnóstica. En 1968, tuvo una breve militancia política en el peronismo de la CGT de los Argentinos y luego ingresó al Partido Comunista Revolucionario. A la vez, empezó a trabajar en el Centro Editor de América Latina. 
Entre 1972 y 1976 formó parte de la dirección de la revista Los Libros. Dirigió (1978-2008) la revista Punto de vista, de divulgación de nuevos enfoques teóricos en el campo de las ciencias sociales y los estudios sobre cultura y literatura.Compartió un lugar en el análisis de la cultura latinoamericana actual junto a autores como Néstor García Canclini, Jesús Martín-Barbero y Carlos Monsiváis. Colaboró con el Centro Editor de América Latina, conformando el grupo PdV (punto de Vista) y otro más, a fines de 1976 y durante todo 1977. En 1980 Carlos Altamirano, con quien Sarlo había compartido redacción en la revistas Los Libros y Punto de Vista, viaja para ponerse en contacto con los exiliados en México del grupo Pasado y Presente; en 1981 viajó a México con el mismo fin.
Escribió en los diarios La Nación, Perfil y en la revista Noticias.
Una vez recuperada la democracia a finales de 1983, fue profesora de Literatura Argentina en la Facultad de Filosofía y Letras de la Universidad de Buenos Aires hasta 2003. Dictó cursos en las universidades de Columbia, Berkeley, Maryland y Minnesota, fue fellow del Wilson Center en Washington y "Simón Bolívar Professor of Latin American Studies" en la Universidad de Cambridge.
El 24 de mayo de 2011, tuvo un momento de súbita fama popular luego de su participación en el programa oficialista 6, 7, 8, de la televisión pública. Tuvo múltiples intercambios con los panelistas, entre ellos Sandra Russo e invitados como el filósofo Ricardo Forster y Gabriel Mariotto, presidente de la Autoridad Federal de Servicios de Comunicación Audiovisual (Afsca), a quien llamó "insolente" por sugerir que su discurso era digitado por las autoridades del multimedio Clarín. El intercambio de más repercusión fue con Orlando Barone, que pretendió increpar a la invitada por trabajar en medios como Radio Mitre y La Nación. "Conmigo no, Barone. ¡Conmigo no!", le respondió Sarlo, y le recordó que él había dirigido en los 90 el diario menemista Extra. La frase "Conmigo no" se popularizó entre sectores opositores.
A principios de 2012, firmó junto a otros intelectuales argentinos un documento en el cual criticó la política oficial argentina sobre las Islas Malvinas y advirtió que los habitantes de las islas también son "sujetos de derechos" merecedores de ser escuchados. En marzo, a las vísperas de la conmemoración del 30.º aniversario de la Guerra de Malvinas, firmó un documento que desaprobaba que el 2 de abril hubiera sido declarado Día del veterano y los caídos en la guerra en Malvinas.
Se mostró crítica del gobierno de Mauricio Macri, al que caracterizó como un gobierno «para ricos y empresarios», al que calificó de «mediocre en todos los aspectos». Respecto de la designación por decreto de dos jueces de la Corte Suprema que realizara Macri a pocos días de asumir, dijo: «Me causa desazón y mucha tristeza».
En 2013, recibió la distinción más importante de la Academia Nacional de Periodismo de la Argentina consistente en una artesanía creada por el platero Juan Carlos Pallarols. El premio Pluma de Honor destaca a quienes contribuyen a dignificar y consolidar la misión de la prensa independiente como institución social y cultural que complementa el sistema republicano y democrático.En 2015, le fue conferido el Premio Internacional Pedro Henríquez Ureña, del gobierno de la República Dominicana y su Ministerio de Cultura.

## Legado

### Modernidad periférica
Fue parte del grupo de intelectuales críticos latinoamericanos que se centró en los estudios sobre la posmodernidad del subcontinente, a la que llamó modernidad periférica, título de uno de sus principales libros, que junto a Escenas de la vida posmoderna le valieron la consagración en el campo académico.
Aparte de sus textos, sus columnas en revistas culturales de Argentina y Latinoamérica trataron sobre las transformaciones socioculturales devenidas tanto de la crisis de la modernidad como de los efectos del neoliberalismo. La forma en que, en términos de Karl Marx, se produce la reificación de los códigos sociales da paso para entender cómo es el capital un ordenamiento en detrimento de las obsoletas y decadentes instituciones sociales en la actualidad.[cita requerida]
Esta crisis de las instituciones (con todo su espacio público) representa un giro a la modernidad periférica; trata sobre la puesta en suspenso de la imitación de la modernidad. 

## Obras
- [con Carlos Altamirano] Conceptos de sociología literaria (Buenos Aires: CEDAL [Centro Editor de América Latina], 1980).
- [con Carlos Altamirano] Literatura-sociedad (Buenos Aires: Edicial, 1982).
- [con Carlos Altamirano] Ensayos argentinos: de Sarmiento a la Vanguardia (Buenos Aires: Ceal, 1983; Buenos Aires: Ariel, 1997).
- El imperio de los sentimientos: Narraciones de circulación periódica en la Argentina, 1917-1927 (Buenos Aires: Catálogos, 1985; 2000; Buenos Aires: Siglo XXI, 2011). ISBN 978-950-9314-07-8
- Una modernidad periférica: Buenos Aires, 1920 y 1930 (Buenos Aires: Nueva Visión, 1988).
- La imaginación técnica: Sueños modernos de la cultura argentina (Buenos Aires: Nueva Visión, 1992).
- Borges, un escritor en las orillas (1993; Buenos Aires: Ariel, 1995; 1998).
- Escenas de la vida posmoderna: Intelectuales, arte y videocultura en la Argentina (Buenos Aires: Ariel, 1994; 2004).
- Martín Fierro y su crítica: Antología (Buenos Aires: Centro editor de América Latina, 1994).
- Instantáneas: Medios, ciudad y costumbres en el fin de siglo (Buenos Aires: Ariel, 1996).
- La máquina cultural: Maestras, traductores y vanguardistas (Buenos Aires: Ariel, 1998).
- Siete ensayos sobre Walter Benjamin (Buenos Aires: Fondo de Cultura Económica, 2000). ISBN 978-950-557-383-7
- La batalla de las ideas, 1943-1973 (Buenos Aires: Ariel, 2001).
- Tiempo presente (Buenos Aires: Siglo XXI, 2001).
- La pasión y la excepción (Buenos Aires: Siglo XXI, 2003).
- Tiempo pasado: Cultura de la memoria y giro subjetivo (Buenos Aires: Siglo XXI, 2005).
- Escritos sobre literatura argentina (Buenos Aires, Siglo XXI, 2007).
- La ciudad vista: Mercancías y cultura urbana (Buenos Aires, Siglo XXI, 2009).
- La audacia y el cálculo: Kirchner 2003-2010 (Buenos Aires: Sudamericana, 2011).
- Signos de pasión: Claves de la novela sentimental del Siglo de las Luces a nuestros días (Buenos Aires: Biblos, 2012).
- Ficciones argentinas: 33 ensayos (Buenos Aires: Mardulce, 2012).
- Plan de operaciones. Sobre Borges, Benjamin, Barthes y Sontag (14 textos; (Ediciones UDP, Santiago de Chile, 2016).
- Viajes: De la Amazonia a Malvinas (Buenos Aires: Seix Barral, 2014).
- Zona Saer (UDP, Santiago de Chile, 2016).
- La intimidad pública (Seix Barral, 2018).
- [con Santiago Kalinowski] La lengua en disputa. Un debate sobre el lenguaje inclusivo. (Ediciones Godot, Buenos Aires, 2019). ISBN 978-987-4086-81-5.

## Premios
- Beca Guggenheim.[21]
- Premio a la Trayectoria del Fondo Nacional de las Artes.[21]
- Premio José Donoso de la Universidad de Talca.[21]
- Premio Konex - Diploma al Mérito por Ensayo Literario otorgado por la Fundación Konex, 1994.[3]
- Premio Konex - Diploma al Mérito por Teoría Lingüística y Literaria otorgado por la Fundación Konex, 1996.[3]
- Premio Konex de Platino por Ensayo Literario, 2004.[3]
- Orden do Merito Cultural, grado Gran Cruz, de la República de Brasil, 2009.[21]
- Premio a la Libertad de Expresión otorgado por la Editorial Perfil, 2011.[21]
- Premio Pluma de Honor otorgado por la Academia Nacional de Periodismo, 2013.[23]
- Premio Konex - Diploma al Mérito por Ensayo Literario otorgado por la Fundación Konex, 2014.
- Premio Internacional Pedro Henríquez Ureña, otorgado por el Ministerio de Cultura y el Gobierno de la República Dominicana, 2015.